# Anaïs Schaaff i Moll
Anaïs Schaaff i Moll (Barcelona, 1974) és una escriptora i guionista de televisió catalana.
Filla del realitzador Sergi Schaaff i de l'actriu Àngels Moll, va estudiar humanitats a la Universitat Pompeu Fabra i direcció i dramaturgia a l'Institut del Teatre de Barcelona. Els seus inicis es remunten a estrenar textos teatrals fins que va entrar a fer de guionista del programa Saber y Ganar i Los Lunnis. Posteriorment, entra a formar part de l'equip de guionistes de la sèrie de Televisió de Catalunya, Ventdelplà. És aquí on coneix als germans Olivares, Pablo i Javier. És creadora, conjuntament amb Javier Olivares de la sèrie Kubala, Moreno i Manchón. També ha col·laborat a les sèries de Televisió Espanyola, Isabel, Victor Ros i La sonata del silencio.
L'any 2013, juntament amb els germans Olivares crea la productora de TV Cliffhanger TV amb la que produeixen i escriuen la sèrie El ministerio del tiempo. El 2016 va publicar el seu primer llibre El tiempo, en què es basa en la sèrie de TV.